# Anopheles shannoni
Anopheles shannoni este o specie de țânțari din genul Anopheles, descrisă de Davis în anul 1931. Conform Catalogue of Life specia Anopheles shannoni nu are subspecii cunoscute.